# Antherophagus pallens
Antherophagus pallens är en skalbaggsart som först beskrevs av Carl von Linné 1758.  Antherophagus pallens ingår i släktet Antherophagus, och familjen fuktbaggar. Arten är reproducerande i Sverige.